# Obrenovac, Pirot
Obrenovac (izvirno srbsko Обреновац) je naselje v Srbiji, ki upravno spada pod Občino Pirot; slednja pa je del Pirotskega upravnega okraja.

## Demografija
V naselju živi 119 polnoletnih prebivalcev, pri čemer je njihova povprečna starost 51,1 let (49,1 pri moških in 52,7 pri ženskah). Naselje ima 64 gospodinjstev, pri čemer je povprečno število članov na gospodinjstvo 2,23.
To naselje je, glede na rezultate popisa iz leta 2002, večinoma srbsko.
|  |

| Demografija | Demografija     | Demografija     |
| Leto        | Št. prebivalcev | Št. prebivalcev |
| ----------- | --------------- | --------------- |
|             |                 |                 |
|             |                 |                 |
|             |                 |                 |
|             |                 |                 |
| 1948        | 259             |                 |
| 1953        | 230             |                 |
| 1961        | 205             |                 |
| 1971        | 193             |                 |
| 1981        | 171             |                 |
| 1991        | 140             | 139             |
| 2002        | 143             | 143             |
|             |                 |                 |

| Etnična sestava po popisu iz leta 2002 | Etnična sestava po popisu iz leta 2002 | Etnična sestava po popisu iz leta 2002 | Etnična sestava po popisu iz leta 2002 | Etnična sestava po popisu iz leta 2002 |
| -------------------------------------- | -------------------------------------- | -------------------------------------- | -------------------------------------- | -------------------------------------- |
| Srbi                                   | Srbi                                   |                                        | 138                                    | 96,50%                                 |
| Bolgari                                | Bolgari                                |                                        | 1                                      | 0,69%                                  |
| Neznano                                | Neznano                                |                                        | 2                                      | 1,39%                                  |